# Ариф Али-Шах
Ариф Али-Шах (дари/урду: عارف علی شاہ, хинди: आरिफ़ अली शाह) — автор сценариев для кино и театральной сцены из Великобритании, лауреат международных кинофестивалей. Следуя по стопам членов своей выдающейся семьи, он также является учителем суфийской мистической традиции Накшбанди.

## Жизнь и творчество
Потомок знаменитого афгано-индийского рода, Сеид Хашим Ариф Али-Шах учился и получил диплом по литературе в Эксетерском университете в Англии. Племянник Идриса Шаха,
Али-Шах получил признание в качестве писателя и автора сценария завоевавшего премии фильма «Прощай, чёрный дрозд» (Bye Bye Blackbird) (2005)— драмы, действие которой происходит в начале двадцатого века, поставленной режиссёром Робинсоном Савари (Robinson Savary), с Дереком Джекоби (Derek Jacobi) в главной роли. Главный герой фильма, исполняя мечту своей жизни, осваивает полеты на трапеции. В конце концов он обнаруживает, что не может больше ходить по земле.
В 2005 году фильм завоевал премию Международной Федерации Кинопрессы на Таорминском международном кинофестивале и был номинирован на гран-при Токийского международного кинофестиваля. Режиссёр фильма Робинсон Савари в прошлом был удостоен премии за лучший экспериментальный короткометражный фильм «Продолжение следует» (À suivre) (1988) на Чикагском международном кинофестивале 1988 года.
Ариф Али-Шах также получил признание как сценарист мультипликационного фильма «Папелучо и марсианин» (2007), снятого чилийцем Алехандро Рохасом Тейезом (Alejandro Rojas Téllez).
Он работал с такими известными кинематографистами, как Дерек Джекоби, Джоди Мэй, Джеймс Тьерри, Никлас Эк, Изабелла Мико, Майкл Лонсдейл и Андрей Aчин.

## Суфийская линия преемственности
Ариф Али-Шах происходит из аристократического рода афганских князей и учителей суфийской мистической традиции. Его отец, Сейид Омар Али-Шах Накшбанди (1922—2005) и его дядя, Сейид Идрис Шах (1924—1996) были выдающимися писателями и учителями современного суфизма. Так же, как его отец и дядя, Ариф Али-Шах осуществлял руководство учебными группами, возглавляемыми Леонардом Левиным, почетным профессором Университета Колорадо в Боулдере.
Ариф Али-Шах — внук Сирдара Икбала Али-Шаха (1894—1969), афганского писателя, поэта, дипломата, исследователя и ученого. Его прапрапрадед, наваб Джан-Фишан Хан (умер в 1864 году) был афганским военачальником, аристократом и суфийским учителем. Он оказал значительную поддержку Британии во время первой англо-афганской войны и последующего индийского восстания сипаев 1857 года.